# 丸山信号場 (福岡県)
丸山信号場（まるやましんごうじょう）は、かつて福岡県企救郡東谷村（現在の北九州市小倉南区）大字呼野にあった、運輸省（省鉄）日田線（現・日田彦山線）の信号場である。1948年（昭和23年）7月1日に廃止となった。

## 歴史
- 1940年（昭和15年）2月6日：小倉鉄道の丸山信号所として開設認可。
- 1943年（昭和18年）5月1日：小倉鉄道が国有化。
- 1947年（昭和22年）5月1日：信号場に変更（改称扱い）。
- 1948年（昭和23年）7月1日：廃止。

## 隣の駅
運輸省
日田線
呼野駅 - 丸山信号場 - 採銅所駅